# 里見村 (岡山県)
里見村（さとみそん）はかつて岡山県浅口郡にあった村である。現在の岡山県浅口郡里庄町里見にあたる。現在は、工場や店舗、役場などがあり、里庄町の市街地となっている。

## 沿革
- 1889年（明治22年）6月1日 - 町村制施行により浅口郡里見村が発足。
- 1905年（明治38年）4月1日 - 里見村と新庄村が合併して里庄村（現在の里庄町）発足。